# Språkrensning
Språkrensning eller purism syftar på en strävan att utrota eller motarbeta lånord inom ett språk. Detta görs genom att ersätta utländska ord med inhemska, antingen genom att nyttja liktydiga ord, nyord, eller genom att återuppliva ord ur äldre tiders språk som fallit i glömska. Ett fjärde tillvägagångssätt kan vara att använda ord från landskapsmål eller nära besläktade språk.
Språkrensning, purism och språkrensare (någon som ägnar sig åt det) är belagt i svenska språket åtminstone sedan 1800-talet.

## Tillämpning
Språkrensningen har skiftat i omfattning beroende på i vilket land den tillämpats. På Island har den haft stor genomslagskraft, vilket fått till följd att isländskan har jämförelsevis få lånord. Även i Finland, Litauen och på Irland har språkrensningen varit betydande och dessa fall visar att det är möjligt för ett språk att växa främst ur sina egna rötter. I Sverige är dylika språkliga strävanden inte lika väl sedda, men har tidvis haft ett visst inflytande. Inom engelskan är språkrensningen närmast obefintlig.
Vad som ses som lånord är här inte avgörande, utan snarare frågan om ordet är främmande eller inte. Ett utdött ord ur fornspråket som återupplivas är egentligen ett lånord, men kan inte betraktas som främmande om det anpassas till språkets nutida utveckling. Detta gäller ofta även ord som lånats från nära besläktade språk. Här kan nämnas ordet "bärsärk" som är ett lån i svenskan från fornisländska, men som inte upplevs som främmande då det anpassats till svenskans nutida ljudutveckling. Ett ord som "bautasten" från samma språk är emellertid främmande då "au"-ljudet utvecklats till "ö" i svenskan, vilket torde gett ordet "bötasten" om det anpassats efter nutida ljudlagar.
Vad som uppfattas främmande skiftar dock mellan olika länder. Den nynorska språkrörelsen har således främst motsatt sig danskt och tyskt språkinflytande, men har däremot inte haft några invändningar mot lånord tagna från de större europeiska språken som franska, latin och grekiska. Danskan och därigenom lågtyskan, har här setts som det största hotet mot det norska språket, då Norge under lång tid varit ett danskt lydland med danska som riksspråk, vilket man således hade behov av att ta avstånd från. Motsatsen till detta synsätt är den svenska språkinriktningen under stormaktstiden då det var främst lånord från just latin, grekiska och franska som ansågs osvenska, medan lånord från lågtyska och nordiska språk inte upplevdes främmande, på grund av sitt nära besläktade germanska ursprung.
Idag har språkrensning inte någon framträdande ställning inom svensk språkvetenskap. Skäl som används mot den är: 
1. Att svenskan sedan lång tid tillbaka tagit in lånord.
2. Att lånorden berikar det svenska språket.
3. Att lånorden ökar förståelsen mellan olika länder och folk.
4. Att lånorden gör att språket utvecklas.
Skäl som används för ett mer språkbevarande förhållningssätt är:
1. Att språket är det viktigaste kännetecknet för ett folk och därför bör vårdas varsamt.
2. Att lånorden utarmar språket och på sikt hotar att utrota det.
3. Att språket blir lättare att förstå med få lånord och därmed mer jämlikt.
4. Att ett språk med få lånord hänger ihop bättre och därför blir både vackrare och lättare att använda.
Bland motståndare framförs också ofta omständigheten att språket är levande och ständigt föränderligt varför det inte kan eller bör påverkas genom styrning. Utvecklingen beskrivs här närmast som ödesbestämd. Anhängare menar istället att språket alltid påverkats av medveten styrning i olika omfattning. Det har till och med gått att återuppliva döda tungomål och göra dem till levande folkspråk. Vidare visar ett flertal nutida fall att en omfattande språkrensning verkligen är möjlig även idag.

## Hävd
Under Stormaktstiden vaknade uppmärksamheten kring språkrensning. När Georg Stiernhielm skrev sin "Hercules" lade han vinn om att språket skulle vara så inhemskt som möjligt och gjorde bruk av gamla och utdöda ord för att ersätta lånord som inkommit från bland annat latinet och franskan. Stiernhielms uppfattning var att utländska ord borde ersättas med ord från fornsvenska och isländska. 
Uppmärksamheten kring språkrensning flammade åter upp på 1800-talet. Esaias Tegnér benämnde då det svenska språket med de berömda orden "ärans och hjältarnas språk", ehuru endast "och" i denna mening är ursprungligt nordisk (de övriga orden är dock tidiga lån från den närbesläktade lågtyskan). 
En företrädare för språkrensning under denna tid var Viktor Rydberg. Han kom med ett flertal förslag på inhemska motsvarigheter till utländska ord varav en del fick fäste i språket. Många av dessa har en skaldisk prägel, bland vilka kan anföras eldhåg för "entusiasm", fröjdesstulen för "deprimerad" och okbroder för "arbetskamrat". Dessa ord och många andra fick aldrig någon genomslagskraft, men en del av Rydbergs förslag använder vi alltjämt, så som "flertal" för "majoritet" och "kynne" för "humör". I motsats till sina föregångare var Rydberg även bekymrad över det starka tyska inflytandet över svenskan. I en skrift benämnd "tysk eller nordisk svenska" föreslår han nordiska ersättningar för gamla lågtyska lånord.

## I dag
Björn Collinder är en mer nutida språkforskare som verkat för att göra svenskan mer inhemsk. I "Nya ordhandboken" ger han förslag på ovanliga och halvt glömda inhemska motsvarigheter till lånord. 
Språkförsvaret heter en förening idag som framförallt vänder sig emot det engelska inflytandet över svenskan. På språkförsvarets hemsida ges förslag till ersättningsord för engelska lånord.